# Puits
Puits település Franciaországban, Côte-d’Or megyében. Lakosainak száma 136 fő (2022. január 1.). Puits Nesle-et-Massoult, Coulmier-le-Sec, Étais, Savoisy és Villaines-en-Duesmois községekkel határos.

## Népesség
A település népességének változása:
| Lakosok száma | 178  | 141  | 138  | 139  | 132  | 125  | 122  | 128  | 131  | 136  |
|               | 1968 | 1982 | 1990 | 2006 | 2013 | 2015 | 2017 | 2019 | 2020 | 2022 |